# Godelieve (voornaam)
Godelieve is een meisjesnaam.
Het is een tweestammige Germaanse naam. De naamstam gode betekent "god" en de naamstam lieve betekent "lief". De naam betekent zoveel als "Gods beminde".
De voornaam komt daarom in Vlaanderen vrij frequent voor, dikwijls afgekort tot Lieve en Lieveke.

## Bekende naamdraagsters
- De heilige Godelieve van Gistel (1049-1070)
- Godelieve van Heteren, een Nederlandse politica (1958)
- Godelieve Gevers, theologe aan de Katholieke Universiteit Leuven
- Lieve Vandemeulebroecke, hoogleraar gezinspedagogiek